# Charlie Chaplin
Sir Charles (Charlie) Spencer Chaplin KBE  (n. 16 aprilie 1889, Greater London, Anglia, Regatul Unit al Marii Britanii și Irlandei – d. 25 decembrie 1977, Corsier-sur-Vevey⁠(d), cantonul Vaud, Elveția) a fost un actor, comediant și regizor englez de etnie romă. Este considerat a fi unul dintre cele mai mari staruri de cinema din secolul XX. Cele mai renumite filme ale sale sunt City Lights (Luminile orașului), Modern Times (Timpuri noi) și The Great Dictator (Marele dictator).

## Biografie

### Tinerețe

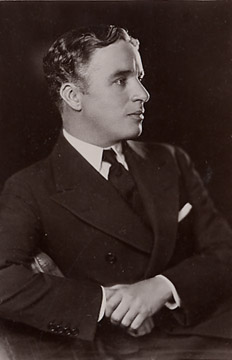
Chaplin, c. 1920

Chaplin s-a născut pe data de 16 aprilie 1889, în East Street, Walworth, Londra. Părinții lui erau animatori; tatăl său era vocalist și actor, iar mama lui era cântăreață și actriță. Aceștia au divorțat înainte ca Charles să împlinească trei ani. Acesta a învățat să cânte de la părinții lui. Recensământul din anul 1891 arată că mama sa, actrița Hannah Hill, trăia cu Charles și fratele său vitreg, Sydney pe Barlow Street, Walworth. Copil fiind, Charlie a locuit cu mama sa în numeroase locuri și adrese, printre care și 3 Pownall Terrace, Chester Street și 39 Methley Street. Bunica sa din partea mamei era jumătate țigancă, lucru de care era extrem de mândră, dar a fost descrisă și ca „Scheletul din dulapul familiei noastre”. Tatăl lui Chaplin, Charles Chaplin Sr., era alcoolic și nu a prea avut contact cu fiul său, cu toate că acesta și fratele său vitreg au locuit cu tatăl lor și concubina lui la adresa 287 Kennington Road, unde în ziua de azi poate fi găsită o placă comemorativă. Cei doi frați vitregi au locuit acolo, în timp ce mama lor, care era bolnavă mental, a fost dusă la azilul Cane Hill din Culdson. Amanta tatălui lui Chaplin l-a trimis pe acesta la școala Kennington Road. Tatăl său a murit din cauza alcoolului când Charlie avea 12 ani, în anul 1901. Conform recensământului din acel an, Charlie locuia pe 94 Ferndale Road, Lambeth, împreună cu o organizație de artiști numită The Eight Lancashire Lads, condusă de John William Jackson (fiul unuia dintre fondatori).
Condiția laringelui a încheiat cariera muzicală a mamei lui Chaplin. Prima criză a lui Hannah a fost în anul 1894, în timpul unui spectacol de la teatrul The Canteen din Aldershot. Teatrul era frecventat de protestanți și soldați. Hannah a fost rănită de obiectele pe care publicul le-a aruncat spre ea. În spatele scenei, ea a plâns și s-a certat cu managerul ei. Între timp, Chaplin, care avea 5 ani, a urcat pe scenă și a cântat celebrul cântec „Jack Jones”.
După ce mama lui Chaplin (care avea numele de scenă Lilly Harley) a fost acceptată din nou la azilul Cane Hill, fiul ei a fost la casa de săraci din Lambeth, în sudul Londrei și a fost mutat după câteva săptămâni la școala pentru săraci Central London District, din Hanwell. Tinerii frați Chaplin au avut o relație strânsă pentru a supraviețui. Aceștia au urmat cariera muzicii încă din tinerețe și au dovedit un talent natural pe scenă. Primii ani de sărăcie disperată l-au influențat pe Chaplin când a creat multe din personajele sale.
Mama lui Chaplin a murit în anul 1928 în Hollywood, la șapte ani după ce a fost adusă în America de către copiii ei. Charlie și Sydney nu știau pe atunci că au un frate vitreg din partea mamei lor. Fratele său, Wheeler Dryden, a fost crescut separat de către tatăl său, dar apoi s-a reunit cu restul familiei și s-a dus să lucreze pentru Chaplin la studioul său din Hollywood.

### America

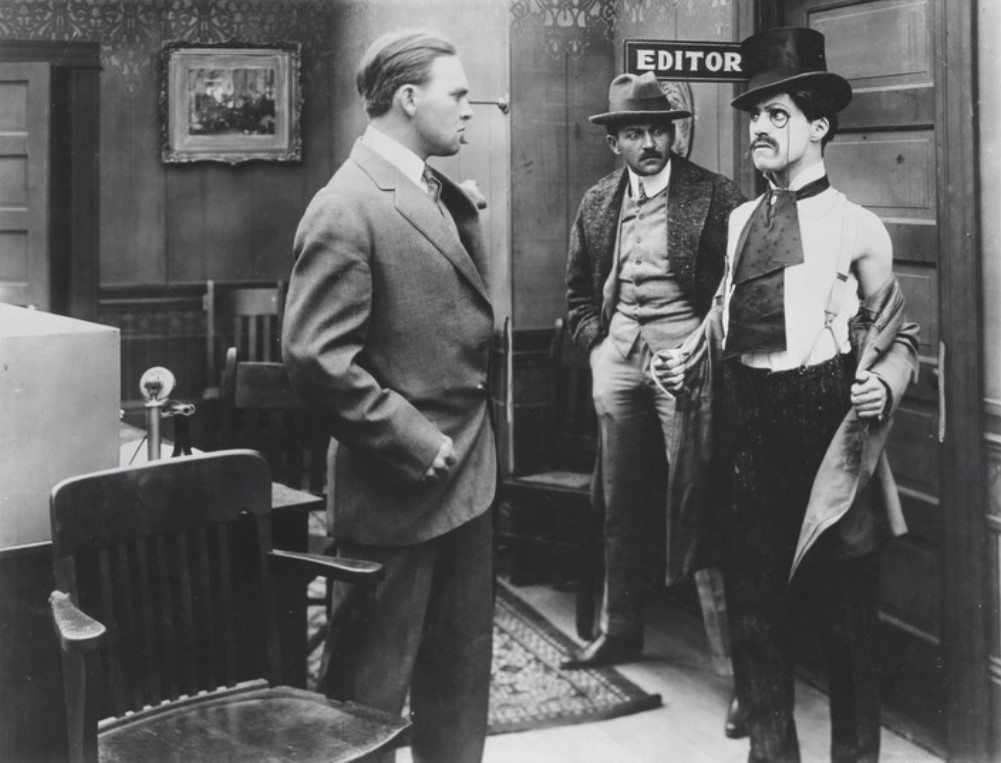
Making a Living (1914), debutul în film al lui Charlie Chaplin

Primul tur în America a lui Charlie Chaplin a fost cu grupul lui Fred Karno între anii 1910 și 1912. După cinci luni pe care le-a petrecut în Anglia, acesta s-a întors în Statele Unite pentru un al doilea tur, ajungând cu trupa Karno pe data de 2 octombrie 1912. În aceeași companie se afla și Arthur Stanley Jefferson, care va fi mai târziu cunoscut ca Stan Laurel. Aceștia au fost colegi de cameră într-o pensiune. Stan s-a întors în Anglia, dar Chaplin a rămas în SUA. În anul 1913, Chaplin a fost văzut cu trupa de către Mack Sennett, Mabel Normand, Minta Durfee și Fatty Arbuckle. Sennett l-a angajat în studioul lui,  Keystone Studios, ca înlocuitor al lui Ford Sterling. După prima apariție în lumea filmului a lui Chaplin, în filmul „Making a living”, Sennett a simțit că a făcut o greșeală costisitoare. Mulți oameni susțin faptul că Normand l-a convins să îi ofere lui Chaplin a doua șansă.

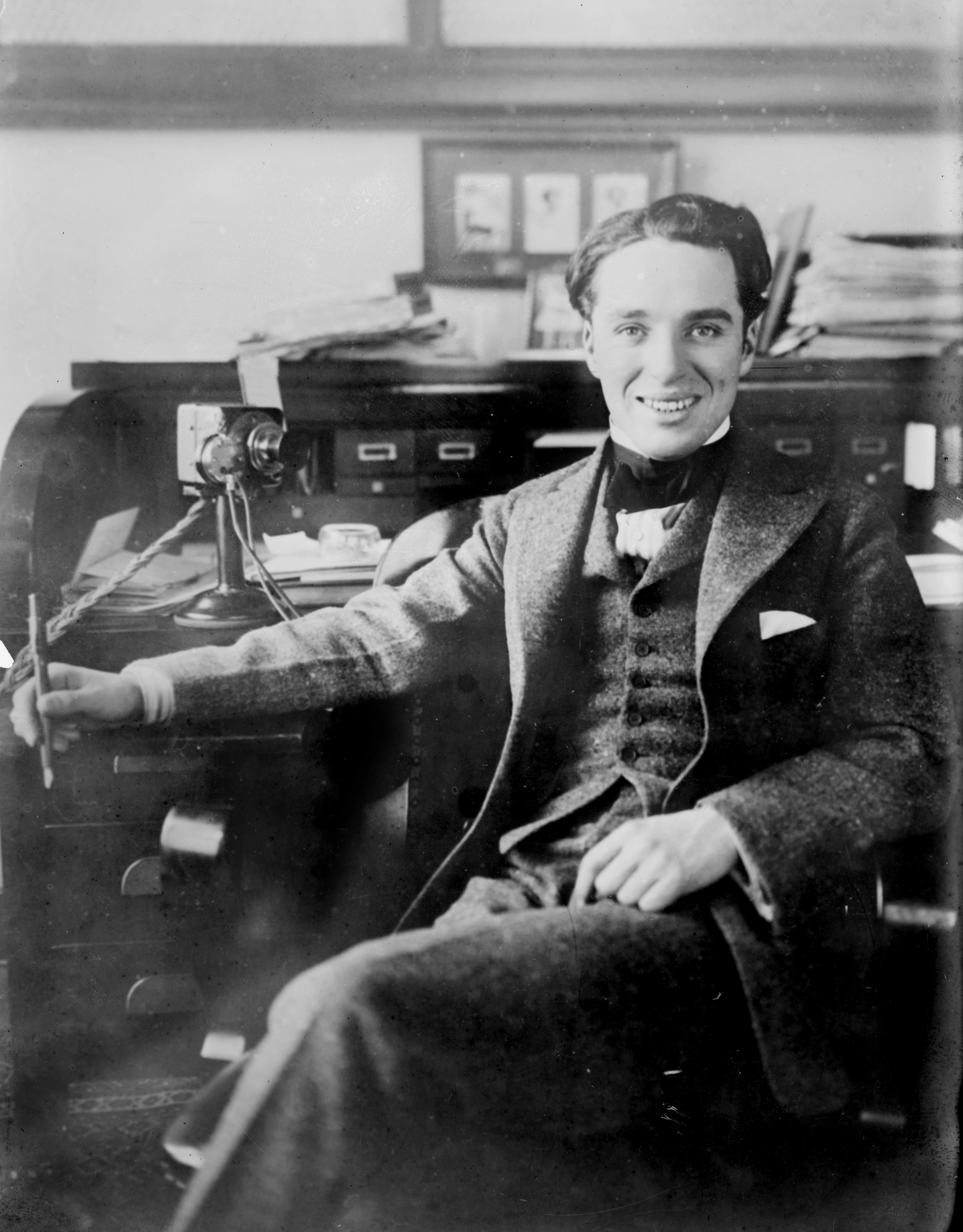
Chaplin în anii 1910

Chaplin a fost transferat la Normand, care a scris și regizat multe din primele sale filme. Lui Chaplin nu i-a plăcut să fie regizat de o femeie, iar cei doi nu se puneau de acord de multe ori. Într-un final, cei doi au trecut peste diferențele dintre ei și au rămas prieteni chiar și după ce Chaplin a plecat de la Keystone.
Mark Sennett nu l-a adoptat pe Chaplin imediat, iar acesta credea că Sennett vrea să îl concedieze din cauză că nu s-a înțeles cu Normand. Cu toate acestea, filmele lui Chaplin au avut mare succes, iar acesta a devenit unul dintre cele mai mari staruri de la Keystone.

### Pionier în industria filmului
Primele filme ale lui dr Chaplin au fost făcute pentru studiourile Keystone ale lui Mack Sennett, unde și-a dezvoltat personajul Micul vagabond și a învățat foarte repede arta de a face filme. Publicul l-a văzut pe Vagabond când Chaplin avea 24 de ani, în cel de-al doilea film al carierei sale, lansat pe data de 7 februarie 1914 „Kid Auto Races at Venice” (Puștiul face curse de mașini în Veneția)
Cu toate acestea, el a inventat costumul de vagabond pentru un film realizat cu câteva zile înainte, dar lansat mai târziu, pe data de 9 februarie 1914, Mabel's Strange Predicament (Charlot la hotel). Mack Sennett i-a cerut lui Chaplin să „preia un machiaj de comedie”, conform autobiografiei lui Chaplin.
„N-am avut idee ce machiaj să îmi fac. Nu mi-a plăcut cel de reporter (în „Making a Living”). Cu toate acestea, în drum spre dulap, m-am gândit să îmi pun niște pantaloni lăbărțați, pantofi mari, un baston și un melon. Am vrut ca totul să fie contradictoriu: pantalonii foarte largi, haina strâmtă, pălăria mică, iar pantofii mari. Nu eram decis dacă să arăt tânăr sau bătrân, dar mi-am amintit că Sennett se aștepta să fiu mai bătrân și am adăugat o mustață mică, pe motivul că mă va îmbătrâni puțin, fără să îmi ascundă expresia. Nu știam nimic de personaj. Dar când m-am îmbrăcat, hainele și machiajul m-au făcut să mă simt că sunt chiar el, în persoană. Am început să-l cunosc, iar când am urcat pe scenă era deja născut.”
Fatty Arbuckle a contribuit cu melonul socrului și proprii săi pantaloni (de dimensiuni generoase). Chester Conklin a contribuit cu un palton, iar Ford Sterling cu pantofii de mărime 14, care erau așa de mari, încât Charlie trebuia să îi poarte pe dos ca să nu îi cadă. Și-a conceput mustața din păr artificial care aparținea lui Mack Swain. Singurul lucru care îi aparținea lui Chaplin era bastonul său din bambus. Personajul Vagabondul s-a bucurat de o popularitate deosebită în audiențele de cinema.

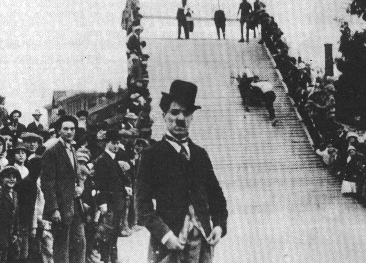
Kid Auto Races at Venice (1914): Al doilea film al lui Chaplin și debutul costumului de vagabond

La început, Chaplin folosea formula lui Sennett de a face comedii, bazând-se pe gesticulări și alte elemente fizice. Pantomima lui Chaplin era mai subtilă și mai adecvată pentru farsele romantice sau domestice, decât pentru urmăririle specifice celor de la Keysotne. Glumele vizuale, erau totuși în stilul Keystone; vagabondul atacându-și dușmanii în mod agresiv cu șuturi și cărămizi. Amatorilor de film le-a plăcut acest nou personaj vesel, chiar dacă criticii l-au catalogat uneori drept vulgar. Chaplin a fost apoi lăsat să își redacteze și regizeze propriile filme. El a realizat 34 scurt-metraje în primul său an.
Principalul personaj al lui Chaplin a fost „Vagabondul” (cunoscut ca „Charlot” în Franța și țările francofone, Italia, Spania, Portugalia, Grecia, România și Turcia, „Carlitos” în Brazilia și Argentina și „Vagabond” în Germania). „Vagabondul” este un personaj fără adăpost cu maniere rafinate, haine și distincția unui gentleman. Acesta poartă o haină strâmtă, pantaloni și pantofi foarte mari și un melon; poartă un baston de bambus și o mustață caracteristică. Acest personaj a apărut în primul trailer al unui film, pentru a fi expus la un teatru de film din SUA. În anul 1915, Chaplin a semnat un contract mult mai favorabil cu studiourile Essanay, unde și-a îmbunătățit în continuare talentele artistice, adăugând noi nivele și adâncimi stilului Keystone. Majoritatea filmelor de la Essanay au fost mai ambițioase, având o lungime dublă față de cele de la Keystone. Chaplin și-a întemeiat propria companie, în care se regăseau Edna Purviance și comicii Leo White și Bud Jamison.

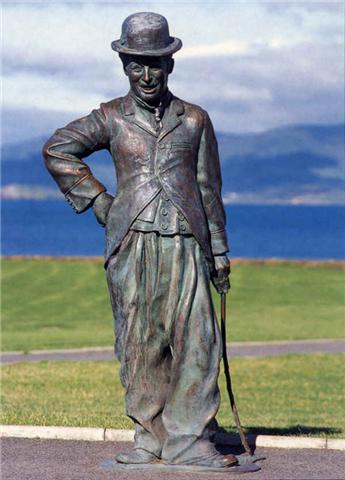
Statuie de bronz în Waterville, County Kerry

Odată cu grupurile numeroase de imigranți veniți în America, filmele mute au putut să treacă toate barierele dintre limbi și vorbeau cu toate nivelele Turnului Babel american, tocmai pentru că erau mute. Chaplin ieșea în evidență pentru că el însuși era emigrant din Londra. Vagabondul lui Chaplin a adoptat problemele oamenilor și a imigranților, lupta constantă de la fundul prăpastiei și supraviețuia adversităților fără să ajungă în vârf și astfel și-a păstrat audiența. Filmele lui Chaplin erau de asemenea foarte subversive. Micii funcționari cu ifose erau făcuți de imigranți să râdă la cei de care se temeau.
În anul 1916, Corporația Filmelor Mute i-a oferit lui Chaplin 670 de mii de dolari americani pentru a produce o duzină de filme de câte două role de peliculă. I-a fost dat aproape tot controlul artistic și a produs 12 filme într-o perioadă de 18 luni și este considerat unul dintre cele mai influente filme de comedie din istoria cinematografiei. Practic, toate comediile mute sunt clasice:  Easy Street, One AM, The Pawnshop, și The Adventurer sunt probabil cele mai cunoscute. Edna Purviance a rămas interpreta rolului principal feminin, iar Chaplin i-a adăugat pe Eric Campbell, Henry Bergman și Albert Austin. Campbell a adus o infamie superbă, iar Bergman și Austin au rămas cu Chaplin zeci de ani. Chaplin a considerat perioada filmelor mute drept cea mai fericită din cariera sa, deși își făcea griji că filmele sale deveneau superficiale din cauza termenelor de finalizare pe care le impuneau contractele. Când Statele Unite au intrat în primul Război Mondial, Chaplin a devenit purtătorul de cuvânt al Liberty Bonds, împreună cu prietenii săi apropriați Douglas Fairbanks și Mary Pickford.
Majoritatea filmelor lui Chaplin sunt din perioada mută, Keystone sau Essanay. După ce Chaplin și-a asumat controlul asupra producțiilor sale în anul 1918 (și i-a lăsat pe exponanți și audiență să îi aștepte), întreprinzătorii au acoperit cererea de filme cu Charlie Chaplin aducând înapoi comediile sale mai vechi. Filmele au fost re-editate, li s-au pus titluri noi și au fost emise din nou, mai întâi pentru teatre, iar apoi pentru comercializare. Chiar și cei de la Essanay au fost vinovați pentru această practică readucând filme „noi” cu Charlie Chaplin din filme și clipuri vechi. Cele 12 comedii mute au fost readuse ca filme cu sunet în anul 1933, când producătorul Amadee J. Van Beuren a adăugat noi efecte sonore. În ultimii ani, au avut loc încercări de a definitiva scurt-metrajele lui Chaplin de dinaintea anului 1918; toate cele 12 filme mute au fost restaurate de către arhivistul David Shepard și Blackhawk Films în anul 1975, iar în anul 2006 au fost lansate pe DVD chiar mai multe filme restaurate.

### Tehnici de realizare a filmului
Chaplin nu a prea vorbit despre tehnicile lui de a face filme, susținând că asta ar fi ca și cum un magician și-ar dezvălui propriile iluzii. De fapt, până să înceapă să facă filme cu dialog (începând cu „Dictatorul”), Chaplin filma mereu înainte de finalizarea scenariului. Metoda pe care a dezvoltat-o, odată ce contractul său cu Essanay i-a permis să își scrie și regizeze propriile filme, a fost să înceapă de la o premisă vagă cum ar fi „Charlie intră la saună” sau „Charlie lucrează la un magazin de amanet”. Apoi, Chaplin și echipa sa dezvoltau ideea și aveau grijă de acțiune și glume. Odată ce ideile erau finalizate, se adăuga o structură narativă, din cauza căreia Charlie trebuia să refilmeze unele scene deoarece acestea nu corespundeau poveștii. Tehnicile unice ale lui Chaplin au devenit cunoscute abia după moartea sa, când filmele sale au fost examinate în anul 1983 de către documentarul britanic „Necunoscutul Chaplin”.
Acesta este unul din motivele din cauza cărora Chaplin își termina filmele într-un timp mai lung decât rivalii săi. Pe de altă parte, Chaplin era un regizor extrem de precis și le arăta actorilor săi exact cum voia el ca aceștia să joace. Acesta era în stare să filmeze o scenă de foarte multe ori până aceasta ieșea așa cum își dorea el. Animatorul Chuck Jones, care locuia lângă studioul lui Chaplin când era copil, spunea că își amintește cum tatăl său îi zicea că l-a văzut pe Chaplin filmând aceeași scenă de aproape 100 de ori până când aceasta a ieșit cum și-a dorit el. Combinația dintre improvizările poveștilor și un perfecționism neînduplecat (care rezulta zile întregi de efort și metri de peliculă irosiți, toate la un preț uriaș) s-a dovedit a fi foarte costisitoare pentru Chaplin, care din cauza frustrării își certa actorii, îi punea să aștepte degeaba ore întregi sau, în cazuri extreme, închidea producția cu totul.

### Controlul creativ

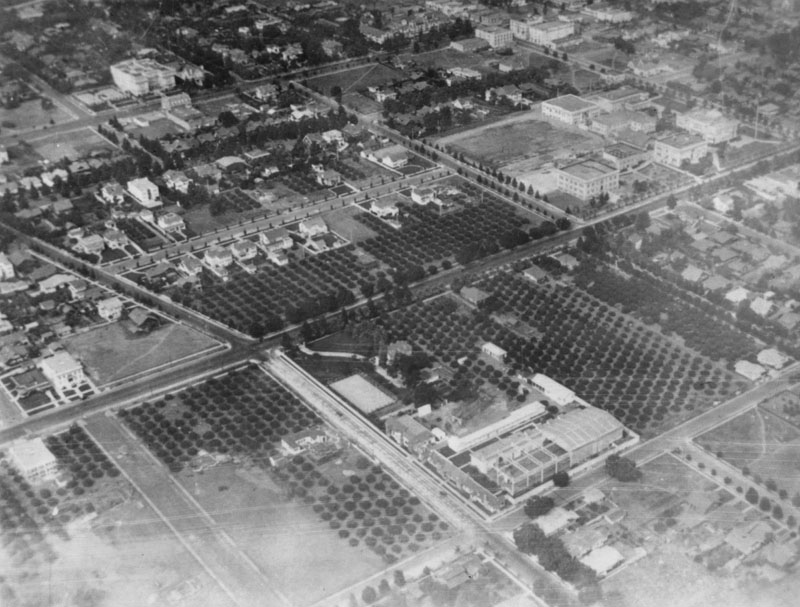
Studiourile Charlie Chaplin, 1922

La sfârșitul contractului în anul 1917, Chaplin a semnat un contract cu First National pentru a produce 8 filme de lung-metraj. First National a finanțat și distribuit aceste filme (între anii 1918-1923), dar i-a oferit controlul creativ, lucru care i-a permis să joace mult mai relaxat și să se concentreze pe calitate. Chaplin și-a creat propriul studio la Hollywood și, folosindu-și independența, a creat un corp de lucru care a rămas distractiv și influent. Deși First National se aștepta ca Chaplin să vină cu niște comedii scurte, precum filmele sale mute, însă acesta a devenit mai ambițios și și-a extins proiectele în filme mai lungi, printre care și Shoulder Arms (1918), The Piligrim (1923) și filmul clasic The Kid (1921).
În anul 1919, Chaplin a fost co-fondator al companiei de distribuție United Artists, împreună cu Mary Pickford, Douglas Fairbanks și D.W.Griffith, care voiau să scape de puterea în creștere a distribuitorilor din sistemul studiourilor din Hollywood. Această mișcare, împreună cu controlul total al producțiilor, datorată studioului său, au asigurat independența lui Chaplin ca producător de film. A făcut parte din United Artists până în anii 1950.
Toate filmele sale din cadrul acestei companii începeau cu o dramă, în care Chaplin avea doar un rol superficial. Niște exemple pot fi A Woman of Paris (1923), care a fost urmat de clasicele The Gold Rush (1925) (Goana după aur) și The Circus (1928) (Circul).
După ce au apărut filmele cu sunet, Chaplin a făcut filmul mut Luminile orașului (City Lights, 1931), precum și Modern Times (1936) înainte să treacă la sunet. Acestea erau filme mute, la care a adăugat propria muzică și efectele sonore. City Lights a fost filmul în care a combinat cel mai bine comedia cu sentimentalismul. Despre ultima scenă, criticul James Agee a scris în revista Life în anul 1949 că este „cea mai bine jucată scenă care a fost văzută vreodată într-un film”.
Filmele cu dialog ale lui Chaplin pe care le-a făcut la Hollywood sunt: The Great Dictator (1940), Monsieur Verdouse (1947) și Limelight (1952)
Cu toate că filmul Modern Times (1936) este mut, conține replici, care vin de la obiecte neanimate, precum un radio sau un televizor. Acesta a fost creat pentru audiențele din anii 1930, în care oamenii nu mai erau obișnuiți să urmărească filme mute. Modern Times a fost primul film în care s-a auzit vocea lui Chaplin (în cântecul de la sfârșit, care a fost scris și interpretat de Chaplin). Cu toate acestea, pentru majoritatea spectatorilor acesta este tot un film mut—și sfârșitul unei ere.
Cu toate că filmele cu dialog au devenit dominante la scurt timp după ce au fost introduse, în anul 1927, Chaplin a refuzat să facă un astfel de film în anii 1930. El considera că arta pantomimică este esențială pentru cinematografie. El a declarat că „Acțiunea este înțeleasă mult mai general decât cuvintele. Precum simbolurile chinezești, aceasta reprezintă lucruri diferite, în funcție de contextul scenic. Ascultă descrierea a ceva necunoscut - un facocer, de exemplu; apoi privește o poză a animalului și vei vedea ce surprins vei fi.”Time Magazine, 9 februarie 1931 Arhivat în 4 decembrie 2009, la Wayback Machine..
De asemenea, Chaplin a fost coregraful filmului Limelight (1952) și cântăreț în filmul The Circus (1928). Cele mai cunoscute cântece compuse de el sunt „Smile”, compus pentru filmul Modern Times (1936) și a folosit versurile pentru a promova o revenire a filmului în anii 1950, cântat de Nat King Cole. „This is my song”, din ultimul film al lui Chaplin „A Countess From Hong Kong” a fost nr. 1 în mai multe limbi în anii 1960 (mai ales versiunea lui Petula Clark și o versiune care nu a fost publicată, descoperită în anii 1990 înregistrată de Judith Durham de la trupa The Seekers, precum și piesa lui Chaplin din Limelight, care a fost un hit în anii 1950 cu titlul „Eternally”.

### The Great Dictator
Primul film cu dialog al lui Chaplin, The Great Dictator (Dictatorul, 1940), este o parodie la adresa dictatorului german Adolf Hitler și a nazismului. Filmul a fost realizat și lansat în Statele Unite, cu un an înainte ca S.U.A. să intre în cel de-al Doilea Război Mondial. Chaplin a jucat rolul lui „Adenoid Hynkler”, dictator în Tomania, personaj care îl parodiază și îl ridiculizează pe Hitler. În acest film a jucat și Jack Oakie în rolul lui „Benzino Napaloni”, dictator în Bacteria. Acest personaj îl parodiază pe dictatorul italian Benito Mussolini și fascismul.
Paulette Goddard a filmat din nou alături de Chaplin, jucând rolul femeii din ghetou. Filmul, perceput ca un act de curaj dacă luăm în considerare climatul politic din acea vreme, ridiculizează nazismul și pentru că conține personaje evreiești, ilustrând persecuția acestora. Chaplin a jucat atât rolul lui Adenoid Hynkler, precum și a unui frizer evreu, care arăta la fel ca acesta și era persecutat de naziști. Frizerul seamănă la fizic cu vagabondul lui Chaplin dar nu este considerat ca fiind acesta. Ca o concluzie, cele două personaje ale lui Chaplin fac schimb de locuri printr-un șir complex de evenimente și filmul părăsește caracterul său comic, frizerul adresându-se mulțimii printr-un discurs în care denunță dictatura, lăcomia, rasismul și intoleranța caracteristice nazismului și se pronunță în favoarea libertății și a fraternității.
În 1941 filmul a fost nominalizat pentru Premiile Oscar ale Academiei de Teatru și Film la cinci categorii.

### Politica

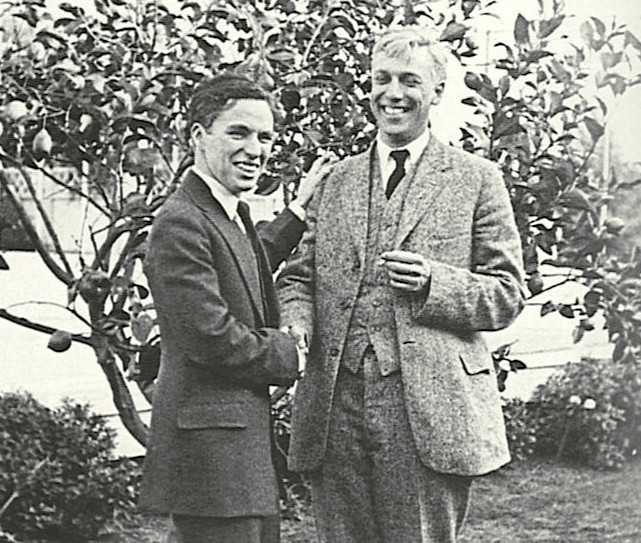
Chaplin împreună cu socialistul american Max Eastman în Hollywood 1919

Simpatiile politice ale lui Chaplin au fost în mod constant de stânga. Politica sa pare moderată conform standardelor moderne, dar în anii 1940, gândirea sa, bine cunoscută din cauza influenței, faimei și statutului său, era considerată de mulți oameni ca fiind comunistă. Filmele sale mute din prima perioadă nu au mesaj politic, cu excepția poate a unora in care vagabondul intră în conflict cu legea, dar filmele sale de mai târziu, din anii 1930, au fost mai tranșante din punct de vedere politic. Timpuri Noi (Modern Times) înfățișează muncitori care sunt exploatați și oameni care trăiesc în condiții mizere. Discursul dramatic de la sfârșitul filmului The Great Dictator, care critică naționalismul deșănțat și necenzurat și suportul fără echivoc pe care Chaplin l-a manifestat public pentru deschiderea în anul 1942 a unui nou front în Europa, care să ajute Uniunea Sovietică în cel de-al Doilea Război Mondial au fost mai târziu criticate. În cel puțin unul din aceste discursuri, conform unui comentariu modern din ziarul Daily Worker, Chaplin a lăsat să se înțeleagă că la sfârșitul celui de-al Doilea Război Mondial comunismul va domina lumea și este singurul mod in care poate avea loc progresul omenirii.
În afară de discursurile controversate din anul 1942, Chaplin a negat faptul că ar fi un susținător al războiul, așa cum o făcuse în Primul Război Mondial, ceea ce a generat reacții adverse în public, în ciuda faptului că cei doi fii ai săi au luptat în Europa. În timpul celui de-al Doilea Război Mondial, Chaplin s-a confruntat cu acuzații penale și civile pentru relația sa cu actrița Joan Barry. După război, criticii săi s-au concentrat pe ceea ce Chaplin considera capitalism în comedia neagră Monsieur Verdoux, ceea ce a dus la și mai multă ostilitate, filmul având ca subiect protestele din mai multe orașe din Statele Unite. Ca rezultat, ultimul film făcut în America al lui Chaplin, „Limelight”, a fost mai puțin politic, acesta fiind mai mult o autobiografie. Următorul său film, făcut în Europa, A King in New York (1957), satiriza persecuția politică și paranoia epocii McCarthy, care îl făcuseră să părăsească SUA cu 5 ani înainte. După acest film, Chaplin a renunțat să mai facă filme cu subiect politic, declarând mai târziu că comedianții ar trebui să fie „deasupra politicii”.

### Era McCarthy
Cu toate că filmele lui Chaplin s-a bucurat de un succes major în Statele Unite și el a fost rezident din 1914 până în 1953, actorul a menținut o atitudine naționalistă neutră. În timpul erei „McCarthismului”, Chaplin a fost acuzat de activități antiamericane și a fost suspectat că ar fi comunist, iar J. Edgar Hoover, care le ordonase subordonaților săi de la FBI să țină dosare secrete detaliate care îl aveau ca obiect pe Chaplin, a încercat să îi anuleze acestuia rezidența SUA. Presiunea FBI-ului asupra lui Chaplin a crescut după ce acesta a susținut deschiderea unui al doilea front în Europa în anul 1942 și a ajuns la un nivel critic la sfârșitul anilor 1940, când membrii ai Congresului SUA l-au amenințat că îl vor chema să dea declarații. Acest lucru nu s-a întâmplat niciodată, probabil de frica aptitudinilor dovedite ale lui Chaplin de a satiriza investigațiile.
În anul 1952 Chaplin a părăsit SUA cu intenția de a face o excursie scurtă acasă, în Marea Britanie, pentru premiera de la Londra a filmului Limelight. Hoover a aflat de această excursie și a negociat cu cei de la Serviciul Imigrări pentru a-i anula actorului permisiunea de a reintra în țară. Chaplin a decis să nu se întoarcă în Statele Unite, scriind: „... De la sfârșitul ultimului război mondial am fost ținta unor minciuni și a propagandei unor grupuri puternice care, prin influența lor și cu ajutorul primit de la presa americană, au creat o atmosferă nesănătoasă în care liberalii pot fi marginalizați și persecutați. În aceste condiții îmi este imposibil să îmi continui munca în SUA, așa că am renunțat la rezidența mea în această țară.”
Chaplin s-a mutat la Vevey, în Elveția. Mai târziu, în 1972, Chaplin a revenit pentru scurt timp în SUA în aprilie 1972 împreună cu soția sa pentru a primi un premiu Oscar și pentru a discuta despre cum vor fi redistribuite filmele sale, fiind primit cu căldură.

### Ultimele lucrări
Ultimele două filme ale lui Chaplin au fost făcute în Londra: A King in New York(1957) în care a fost actor, regizor, producător și scenarist; și A Countess from Hong Kong(1967), pe care l-a scris și a fost regizor și producător. În cel din urmă joacă Sophia Loren și Marlon Brando, iar Chaplin și-a făcut ultima apariție în rolul unui stewart cu rău de mare.
De asemenea, a compus muzica pentru ambele filme, cântecul din filmul A Countess from Hong Kong, „This is my song” ajungând pe locul 1 în Marea Britanie cu varianta cântată de Petula Clark. De asemenea, Chaplin a compilat filmul The Chaplin Revue din trei filme care le-a făcut la First National A Dog's Life(1918), Shoulder Arms(1918) și The Piligrim(1923) pentru care a compus muzica și a înregistrat o narațiune introductivă. Pe lângă regizarea acestor ultime filme, Chaplin a scris My Autobiography (autobiografia mea), între anii 1959 și 1963 și a fost publicată în anul 1964.
În autobiografia sa pictorială My Life in Pictures, publicată în anul 1974, Chaplin indica faptul că a scris un scenariu pentru fiica lui, Victoria, intitulat The Freak, ea având rolul unui înger. Conform lui Chaplin, scenariul a fost completat, iar repetițiile pentru film au început (cartea include și o poză cu Victoria în costum), dar au fost întrerupte după căsătoria Victoriei. „Vreau să îl fac într-o zi” a scris Chaplin. Cu toate acestea, sănătatea lui a început să se deterioreze în anii 1970, ceea ce a distrus orice speranță ca filmul să fie produs.
Din anul 1969 până în 1976, Chaplin a scris melodii originale pentru filmele sale mute, iar apoi le-a relansat. A compus melodii pentru toate scurt-metrajele sale de la First National The Idle Class în 1971 (împerecheat cu The Kid pentru a fi relansat în 1972), A Day's Pleasure în 1973, Pay Day în 1972, Sunnyside în 1974, iar pentru lung-metrajele sale au fost The Circus și The Kid în 1969 și 1971. Chaplin a lucrat la melodiile sale împreună cu Eric James.
Ultima lucrare a lui Chaplin a fost o melodie pentru filmul său din anul 1923 „A Woman of Paris”, care a fost terminată în anul 1976. La acea vreme Chaplin era extrem de fragil, chiar și comunicarea fiindu-i dificilă.

### Moartea

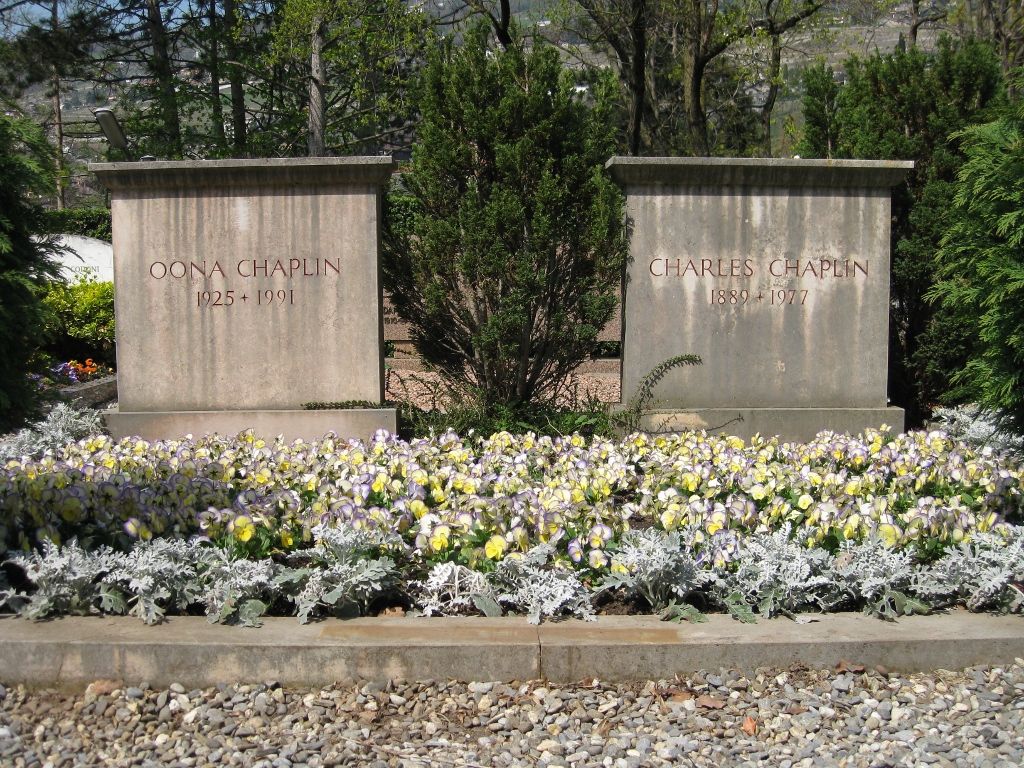
Mormântul lui Chaplin (dreapta) și al soției lui, Oona.

Sănătatea robustă a lui Chaplin a început încet să se deterioreze spre sfârșitul anilor '60, după terminarea ultimului său film, „A Countess from Hong Kong” și într-un ritm mai accelerat după primirea Premiului Oscar al Academiei de Film (Academy of Motion Picture Arts and Sciences (AMPAS)) în anul 1972. În 1977 avea deja dificultăți în comunicare și se deplasa într-un scaun cu rotile. Chaplin a murit în somn în ziua de Crăciun a anului 1977, la vârsta de 88 de ani.
Chaplin a fost înhumat în cimitirul Corsier-Sur-Vevey, Vaud, Elveția. Pe data de 1 martie 1978, cadavrul său a fost furat de un mic grup de mecanici elvețieni, cu scopul de a cere bani de răscumpărare de la familia lui Chaplin. Planul lor a eșuat. Aceștia au fost prinși, iar cadavrul a fost recuperat după 11 săptămâni lângă lacul Geneva. Corpul său a fost reînhumat sub 1,8 metri de beton pentru a preveni alte incidente.

## Viața personală

### Relațiile cu femei

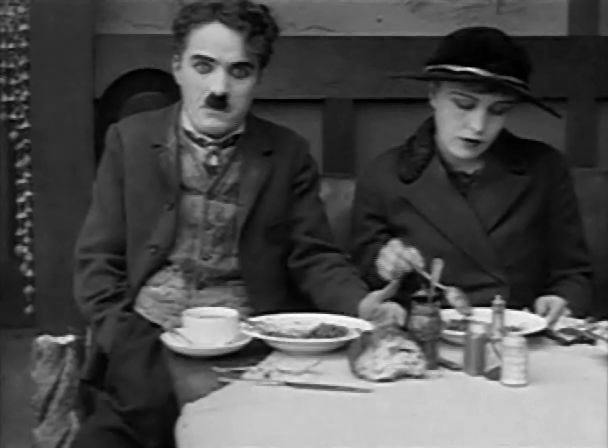
Chaplin cu Edna Purviance în filmul The Immigrant (1917).

| - Hetty Kelly a fost prima dragoste a lui Chaplin, o dansatoare de care s-a îndrăgostit „instantaneu” când aceasta avea 15 ani și cu care aproape s-a căsătorit când ea avea 19 ani, în 1908. Se spune că Chaplin s-a îndrăgostit nebunește de ea și i-a cerut să se mărite cu el. Când aceasta a refuzat, Chaplin a sugerat că ar fi cel mai bine să nu se mai vadă niciodată. A fost foarte afectat când ea a refuzat. De-a lungul anilor, amintirea ei va rămâne o obsesie pentru Chaplin. A fost devastat în 1921, când a aflat că a murit de gripă în timpul Marii Epidemii din 1918. - Edna Purviance a fost prima interpretă principală a lui Chaplin după Mabel Normand. Purviance și Chaplin au fost implicați într-o relație romantică în timpul producerii filmelor la Essanay în 1916-1917. Aceasta pare să fi încetat în 1918, iar căsătoria lui Chaplin cu Mildred Harris din acel an a eliminat orice posibilitate de reconciliere. Purviance a continuat să fie interpreta principală în filmele lui Chaplin până în anul 1923 și a rămas salariata lui până la moartea ei, în anul 1958. Ea și Chaplin au vorbit frumos unul despre celălalt pentru tot restul vieții. Regizor - 1921 Piciul (The Kid) - 1923 Pariziana, Opinia publică sau Parizianca (A Woman of Paris) - 1925 Goana după aur (The Gold Rush) - 1928 Circul (The Circus) - 1931 Luminile orașului (City Lights) - 1936 Timpuri noi (Modern Times) - 1940 Dictatorul (The Great Dictator) - 1947 Domnul Verdoux (Monsieur Verdoux) - 1952 Luminile rampei (Limelight) - 1957 Un rege la New York (A King in New York) - 1967 Contesa din Hong Kong (A Countess from Hong Kong) |

## Galerie
- Un clip video din filmul mut The Bond (1918)
- Un clip video din filmul mut The Bond (1918)
- Un clip video din filmul mut The Bond (1918)